# Boipuso Hall
Die Boipuso Hall, auch bekannt als Botswana International Conference and Exhibitions Center, ist eine Multifunktionsarena, die in der botswanischen Hauptstadt Gaborone steht und Platz für 12.000 Zuschauer bietet. Die Mehrzweckhalle war ein Schauobjekt der zweiten afrikanischen Jugendspiele „Gaborone 2014“ und dient regelmäßig als Veranstaltungsgebäude für Tagungen, Konferenzen und Sportveranstaltungen des Landes.
Am 26. Juli 1989 trat der britische Rockmusiker Eric Clapton im Rahmen seiner Journeyman World Tour vor 12.000 Besuchern in der ausverkauften Halle auf.